# Bruno Boval
Bruno Boval fue un famoso maquillador de la época de gloria del cine, la radio y el teatro argentino.

## Carrera
Trabajó intensamente durante la época de oro del cine argentino, haciendo lucir bellos y estéticos rostros de primeras actrices del momento como Niní Marshall, Zully Moreno, Aída Luz, Lolita Torres, Tita Merello, Nedda Francy, Mecha Ortiz, Delia Garcés, Egle Martin, Gloria Ugarte, Alita Román, Nélida Bilbao, Susana Campos, María Concepción César, Elsa O'Connor y Olga Zubarry. Perteneció por varias décadas al equipo técnico de los estudios de Argentina Sono Film.
Definido como "El maquillador de las estrellas" supo resaltar el maquillaje que junto con primeros planos aumentaron el atractivo hacia espectador. El no maquillaba sobre la base de rutina, estudiaba cada rostro y hasta sugería tomas que favorecían al actor o actriz.
Otras de las famosas que pasaron por él fueron Eva Duarte, Elsa Daniel, Lydia Lamaison, Malisa Zini, Patricia Shaw, Nélida Romero, Sabina Olmos, Inés Miguens, Beba Bidart, Fina Basser, Analia Gadé, Amelia Bence y Herminia Franco. Y las internacionales Julie Bardot, Joan Crawford, Gina Lollobrigida, Mary Pickford, Senta Berger, Hilda Sour, May Avril, entre otras. De los actores se pueden citar a Pepe Arias, Luis Sandrini, José Marrone y Floren Delbene, entre muchos otros.
Trabajó en Radio Splendid como comentarista de asuntos de belleza en un programa conducido por Lucho Avilés. También participó en el ciclo radial El cofre de la belleza Iván Caseros.
Entre otras cosas fue el primer comercial con locución directa de un producto Nivea, por lo que tuvo que luchar para memorizarse un texto de 200 palabras, y repetirlas unas 40 veces, hasta que el monólogo salió sin errores.
En 1958 fundó las Academias E.P.Y.C. que trabajaron activamente por varias décadas.
En 1959 participó en el Festival Cinematográfico de Mar del Plata. También trabajó para en los populares concursos de Miss Universo y Miss Argentina.
Creó su propio Laboratorio-Escuela donde dirigió y enseñó el arte del maquillaje y el montaje a decenas de alumnos. También lanzó sus propios productos de belleza que llevaron su nombre. Su instituto de belleza situado en Avenida Callao al 800 llegó a ser uno de los más populares en el país.
Fue incluido por la Asociación Internacional de Maquilladores entre los diez mejores profesionales del mundo en 1968, siendo el primer argentino en obtener ese halago.
En 1978 con varios años de trayectoria fue premiado por el Museo de Cine.
Fue quien implementó la frase "La salud mental de las mujeres se mide por el maquillaje" en 1981.

## Filmografía
- 1934: Idolos de la radio.
- 1936: Amalia.
- 1936: Loco lindo.
- 1937: Palermo.
- 1937: Viento Norte.
- 1937: El pobre Pérez
- 1938: El último encuentro.
- 1938: Puerta cerrada.
- 1938: Madreselva.
- 1939: El Loco Serenata.
- 1939: La casa del recuerdo.
- 1939: Y mañana serán hombres.
- 1939: La vida de Carlos Gardel.
- 1940: Confesión.
- 1940: Con el dedo en el gatillo.
- 1941: Hogar, dulce hogar.
- 1941: Boina blanca.
- 1942: La mentirosa.
- 1944: La verdadera victoria.
- 1945: Éramos seis.
- 1946: Celos.
- 1946: Mosquita muerta.
- 1947: Una mujer sin cabeza.
- 1947: Navidad de los pobres.
- 1947: A sangre fría.
- 1948: Pasaporte a Río.
- 1949: Don Juan Tenorio.
- 1951: Mujeres en sombra.
- 1953: La mejor del colegio.
- 1953: La mujer de las camelias.
- 1953: El vampiro negro.
- 1954: La calle del pecado.
- 1955: La mujer desnuda.
- 1955: Amor prohibido.
- 1955: Mi marido y mi novio.
- 1955: Los hermanos corsos.
- 1955: Canario rojo.
- 1956: Oro bajo.
- 1956: El hombre virgen.
- 1956: La despedida.
- 1956: Amor a primera vista.
- 1957: Las campanas de Teresa.
- 1958: Detrás de un largo muro.
- 1958: Rosaura a las diez.
- 1959: La caída.
- 1960: De los Apeninos a los Andes.
- 1960: Luna Park.[10]
- 1961: Rebelde con causa. (supervisión de maquillaje)[11]

## Teatro
- Las tentaciones del siglo (1953), con María Esther Gamas, Sofía Bozán, Tato Bores, Nelly Raymond, Vicente Rubino y Alba Solís.
- Aquí llegan los fenómenos (1953).